# Holan
Holan és un nucli de població al municipi d'Oppdal, al comtat noruec de Sør-Trøndelag. Es troba al llarg de l'autopista E06 ruta europea i el nucli és travessat pel riu Driva. És al voltant d'uns 7,5 quilòmetres al sud del centre administratiu d'Oppdal.